# 바실레보시

바실레보 시의 위치

바실레보시(마케도니아어: Општина Василево)는 마케도니아 공화국 동부에 위치한 지방 자치체로 행정 중심지는 바실레보이며 면적은 230.4km2, 인구는 12,122명(2002년 기준)이다. 서쪽으로는 콘체 시, 북서쪽으로는 라도비시 시, 북동쪽으로는 베로보 시, 남동쪽으로는 보실로보 시, 남쪽으로는 스트루미차 시와 접한다.